# Хи¹ Гидры
Хи¹ Гидры (лат. χ¹ Hydrae), 9 Чаши (лат. 9 Crateris), HD 96202 — кратная звезда в созвездии Гидры на расстоянии приблизительно 143 световых лет (около 43,8 парсек) от Солнца. Возраст звезды определён как около 1,3 млрд лет.

## Характеристики
Первый компонент (WDS J11053-2718A) — жёлто-белая звезда спектрального класса F3IV, или F3IV-V, или F4V, или F5. Видимая звёздная величина звезды — +4,92m. Масса — около 1,898 солнечной, радиус — около 2,727 солнечного, светимость — около 17,798 солнечной. Эффективная температура — около 6934 K.
Второй компонент (WDS J11053-2718B) — жёлто-белая звезда спектрального класса F7V. Видимая звёздная величина звезды — +5,7m. Масса — около 1,93 солнечной. Орбитальный период — около 7,612 года. Удалён на 0,1 угловой секунды.
Третий компонент (WDS J11053-2718C). Видимая звёздная величина звезды — +6,1m. Удалён на 18 угловых секунд.
Четвёртый компонент (WDS J11053-2718D). Видимая звёздная величина звезды — +5,7m. Удалён на 507,3 угловой секунды.

## Планетная система
В 2019 году учёными, анализирующими данные проектов HIPPARCOS и Gaia, у звезды обнаружена планета HIP 54204 b.